# アルバート・ベレンジャー
アルバート・ベレンジャー（Albert Belanger、1906年12月4日 - 1969年5月27日）は、カナダの元プロボクサー。オンタリオ州トロント出身。元NBA世界フライ級王者。
フレンチー・ベレンジャー (Frenchy Belanger) のリングネームと本名のアルバート・ベレンジャーで試合を行ったことがある。

## 来歴
- 1924年11月17日にプロデビューするも、引き分けに終わる。しかし3戦目で同選手に5RKOで勝利した。
- 1925年5月11日、Alex Burlieに判定負けで初黒星。
- 1926年2月5日、アメリカでTy Colemanに判定負けだったが今度はカナダで再戦で勝利し、再々戦では引き分けた。その後敗北もあったが引き分けも再戦等で勝利していった。
- 1927年11月28日、フランキー・ジェナロとNBA世界フライ級王座決定戦出場権をかけて争い勝利した。
- 1927年12月19日、アーニー・ジャービスとNBA世界フライ級王座決定戦を行い判定勝ちで王座を獲得した。
- 1928年2月6日、フランキー・ジェナロを迎えて初防衛を行ったが失敗して王座陥落した。
- 1928年4月27日、カナダフライ級王者Clovis Durandを判定勝ちし、カナダフライ級王座を獲得するが、6月5日にSteve Roccoとの初防衛に失敗してカナダフライ級王座から陥落した。
- 1928年10月15日、NBA世界フライ級王者フランキー・ジェナロに挑戦したが判定負けで王座奪回にはならなかった。
- 1929年1月4日、Steve Roccoと再戦してカナダフライ級王座の奪回に成功する。
- 1929年3月12日、Corporal Izzy Schwartzの持つニューヨーク州認定世界フライ級王座に挑戦するが判定負け。
- 1929年4月17日、Harry Hillとのカナダフライ級タイトルマッチに判定負けしカナダフライ級王座から陥落するが5月13日にHarry Hillに6RTKO勝ちでカナダフライ級王座を再度奪還に成功。
- 1930年6月10日、NBA世界フライ級王者フランキー・ジェナロに再度挑戦したが判定負けで王座奪回にはならなかった。その後は勝ち負けを繰り返した。
- 1932年6月17日、Frankie Wolframに7RTKO負けを喫すると、引退した。
- 1969年5月27日、62歳で死去。

## 戦績
- プロボクシング：69戦 42勝（15KO） 18敗 （2KO） 9分

## 獲得タイトル
- NBA世界フライ級王座（防衛0）